# Видение Фьямметты
«Видение Фьямметты» — картина английского художника-прерафаэлита Данте Габриэля Россетти, созданная в 1878 году. Произведение представляет собой одну из его «двойных работ» — оно является дополнением к его сборнику Баллады и сонеты (1881). На картине изображена Фьямметта — возлюбленная и муза Джованни Боккаччо (до сих пор не доказано, была ли Фьямметта вымышленным персонажем, результатом литературной традиции, или реально существовавшим человеком). Натурщицей для картины стала Мария Спартали Стиллман.
На раме картины запечатлены три текста — сонет Джованни Боккаччо, посвящённый Фьямметте и послуживший вдохновением для написания этого произведения, его перевод, выполненный Россетти и ещё одно стихотворение Россетти.
Изначально картина была приобретена бизнесменом Уильямом Альфредом Тёрнером (1839—1886), в коллекции которого уже было несколько произведений Россетти. В настоящее время произведение находится в коллекции Эндрю Ллойда Уэббера.